# Monte Sweatt
Il Monte Sweatt (in lingua inglese: Mount Sweatt) è una montagna antartica, alta 2.540 m, situata 12 km a nordest del Monte Soyat, sulla dorsale tra il Ghiacciaio Hueneme e il Ghiacciaio Norfolk, nel Wisconsin Range della catena dei Monti Horlick, nei Monti Transantartici, in Antartide.
Il monte è stato mappato dall'United States Geological Survey (USGS) sulla base di rilevazioni e foto aeree scattate dalla U.S. Navy nel periodo 1960-64.
La denominazione è stata assegnata dall'Advisory Committee on Antarctic Names (US-ACAN), in onore di Earl E. Sweatt, (17 aprile 1935 - 2 maggio 2013), elettricista presso la Stazione Byrd durante l'inverno 1961.